# N800 (België)
De N800 is een N-weg in de Belgische provincie Luxemburg. Deze weg vormt de verbinding tussen Rachecourt en Musson.
De totale lengte van de N800 bedraagt ongeveer 3 kilometer.

## Plaatsen langs de N800
- Rachecourt
- Musson